# Rhaconotus ruficollis
Rhaconotus ruficollis är en stekelart som beskrevs av Granger 1949. Rhaconotus ruficollis ingår i släktet Rhaconotus och familjen bracksteklar. Inga underarter finns listade i Catalogue of Life.